# Ornatoraphidia flavilabris
Ornatoraphidia flavilabris är en halssländeart som först beskrevs av A. Costa 1855.  Ornatoraphidia flavilabris ingår i släktet Ornatoraphidia och familjen ormhalssländor. Inga underarter finns listade i Catalogue of Life.

## Bildgalleri

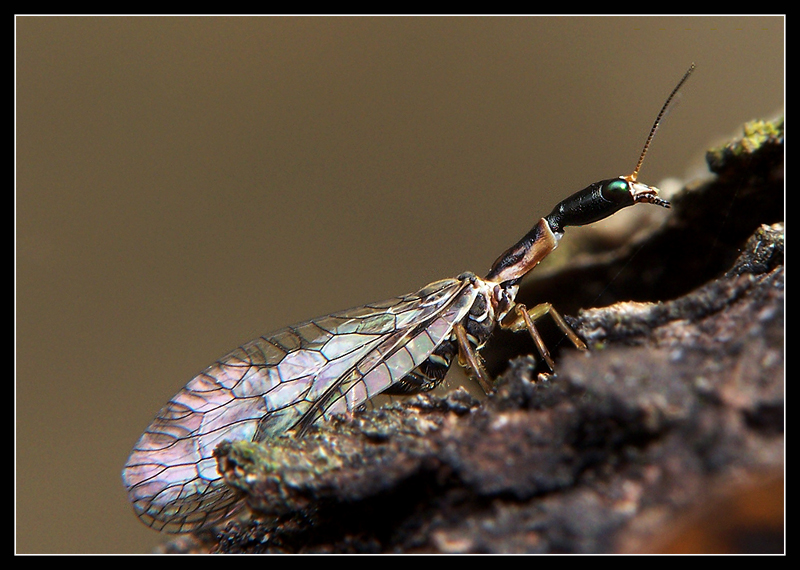
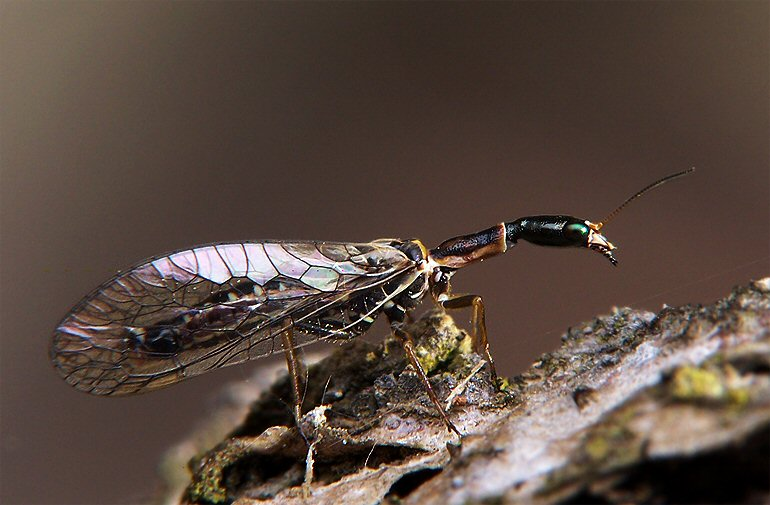